# Timashovsk
Timashovsk (del ruso: Тимашёвск) es una ciudad, centro administrativo del raión de Timashovsk del Krai de Krasnodar, en el sur de Rusia, situada a orillas del río Kirpili, 63 km al norte de Krasnodar, la capital del krai. Su población era de 53 924 en 2010. Es cabeza del municipio urbano Timashóvskoye, al cual pertenece asimismo el posiólok Kirpichni.

## Historia
Los orígenes de Timashovsk se remontan a la fundación de un asentamiento de los cosacos del Mar Negro en 1794 a orillas del Kirpili. En 1842 recibió el estatus de stanitsa, con el nombre Timashóvskaya. En 1874 se abre la primera escuela de la localidad, en 1912 una oficina de correo y telégrafo y, en 1914, una estación en la línea de ferrocarril Primorsko-Ajtarsk-Ekaterinodar. Durante la Gran Guerra Patria, la stanitsa fue en gran parte destruida en la retirada alemana en 1943. En 1966 recibió el estatus de ciudad y su nombre actual.

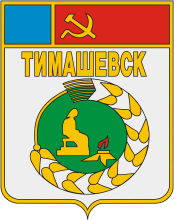
Escudo de 1988.
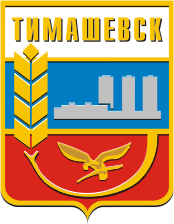
Escudo de 1998.

## Cultura y lugares de interés
- Museo de la familia Stepánovich sobre la Guerra Civil rusa y la Gran Guerra Patria
- Monasterio masculino del Espíritu Santo (Свято-Духов).

## Economía y transporte
Las empresas industriales más importantes de la localidad son una fábrica de asfalto, una fábrica de ladrillos y una fábrica de Tetra Pak, así como varias empresas dedicadas al sector alimentario y de los lácteos (Vim-Mil-Dann, fábrica de dulces Kubán).
La localidad cuenta con una estación en la línea Krasnodar - Primorsko-Ajtarsk y en el ferrocarril del Cáucaso Norte.

## Demografía
| 1959   | 1970   | 1979   | 1989   | 2002   | 2008   | 2010   |
| ------ | ------ | ------ | ------ | ------ | ------ | ------ |
| 19 000 | 29 100 | 39 100 | 45 600 | 54 116 | 54 077 | 53 924 |

### Composición étnica
De los 54 116 habitantes que tenía en 2002, el 90.4 % era de etnia rusa, el 3.3 % era de etnia armenia, el 2.6 % era de etnia ucraniana, el 0.5 % era de etnia tártara, el 0.4 % era de etnia bielorrusa, el 0.3 % era de etnia azerí, el 0.3 % era de etnia alemana, el 0.2 % era de etnia georgiana, el 0.2 % era de etnia griega, el 0.2 % era de etnia gitana, el 0.1 % era de etnia adigué y el 0.1 % era de etnia turca.

## Ciudades hermanadas
- Lethbridge - Canadá

## Galería

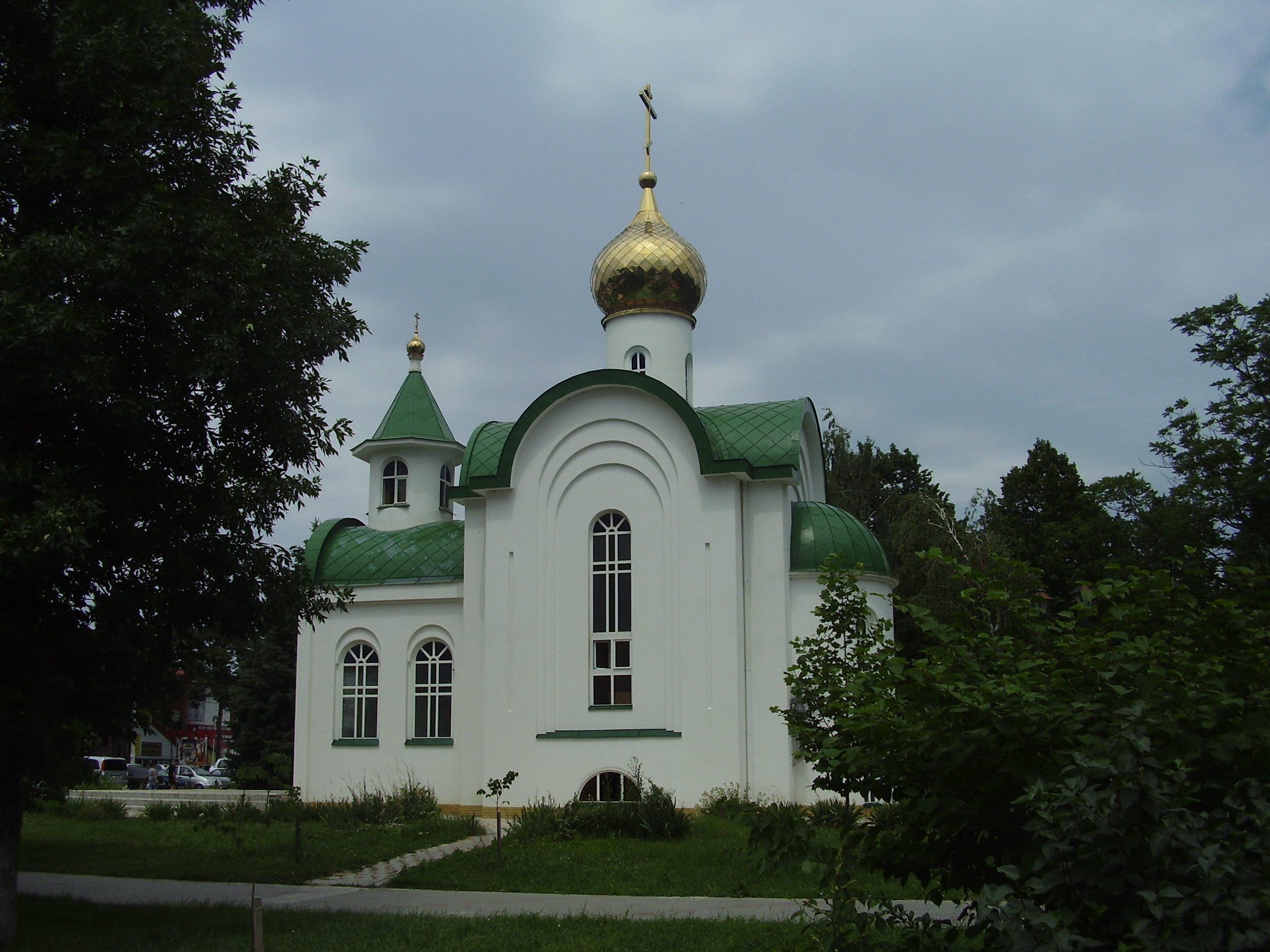
Iglesia en Timashovsk.
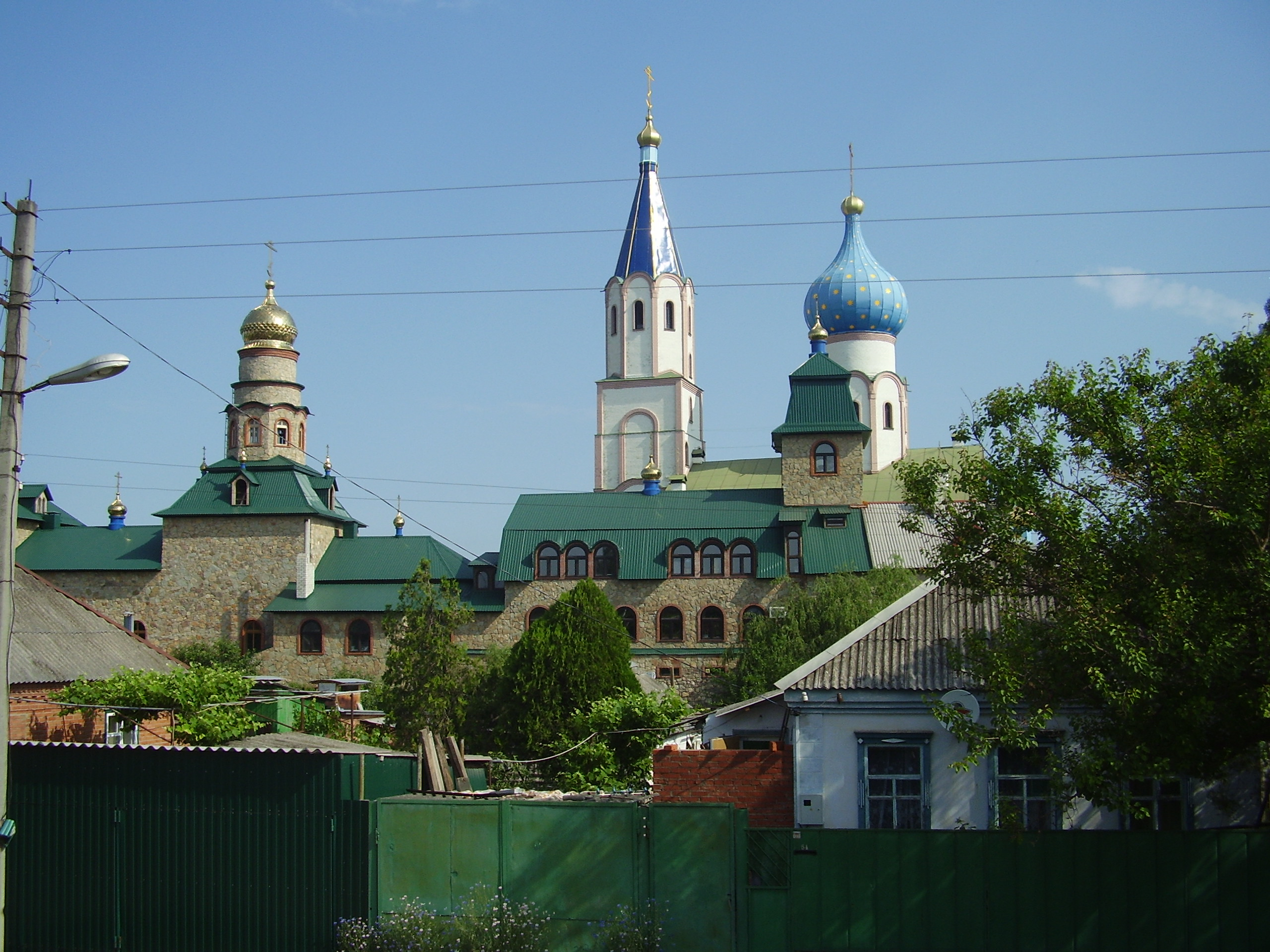
Monasterio.
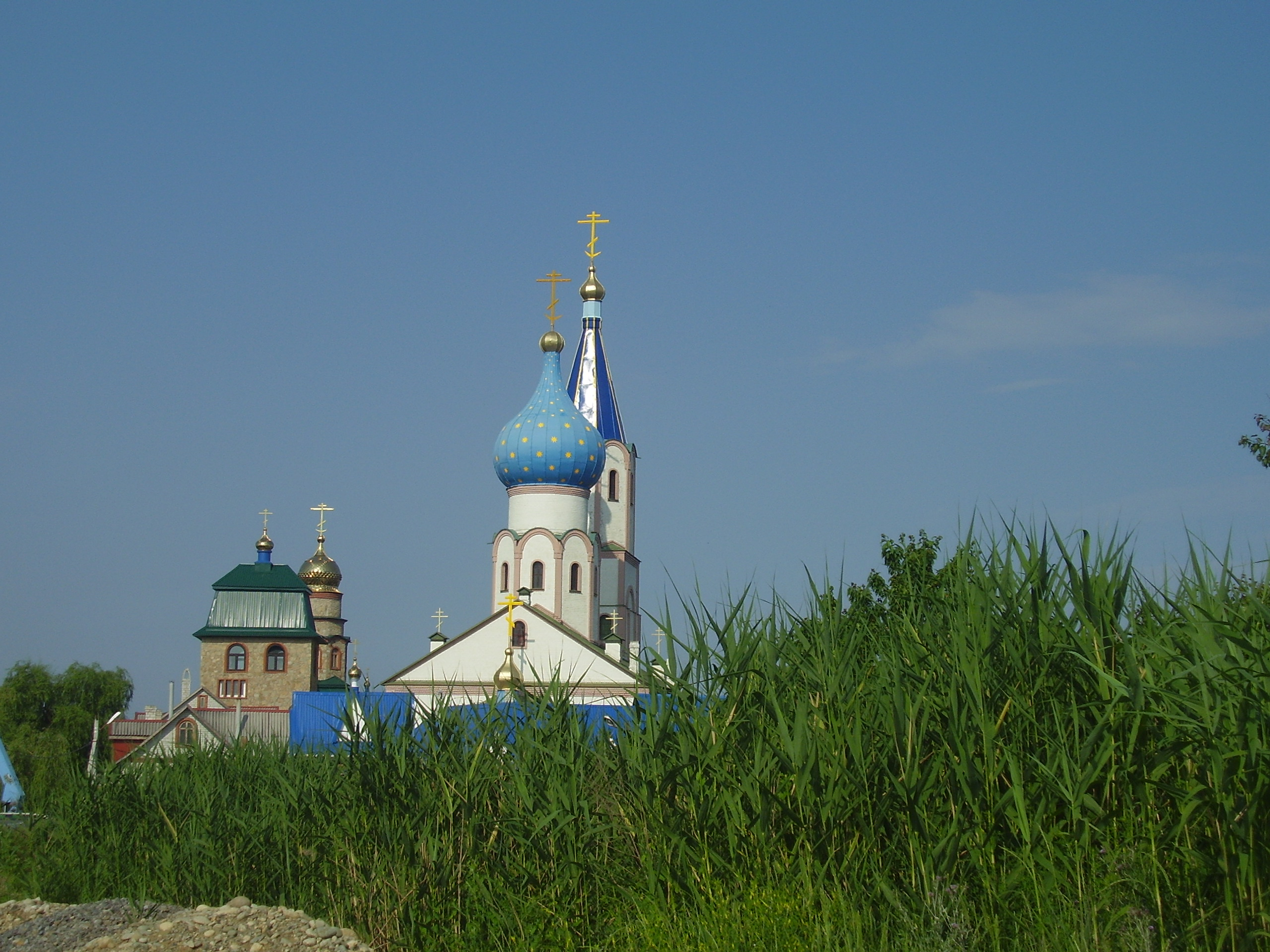
Otra vista del monasterio.
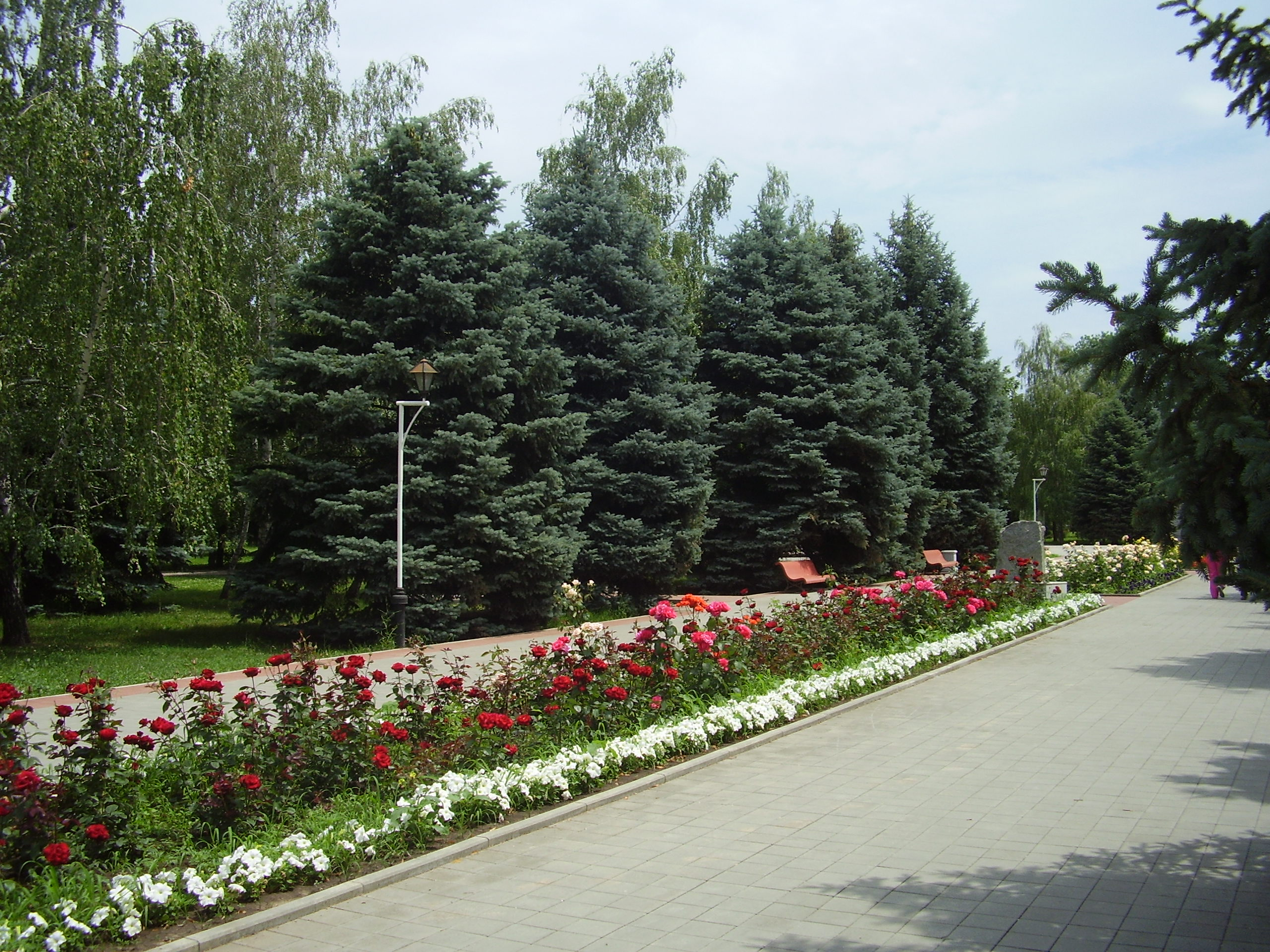
Parque.
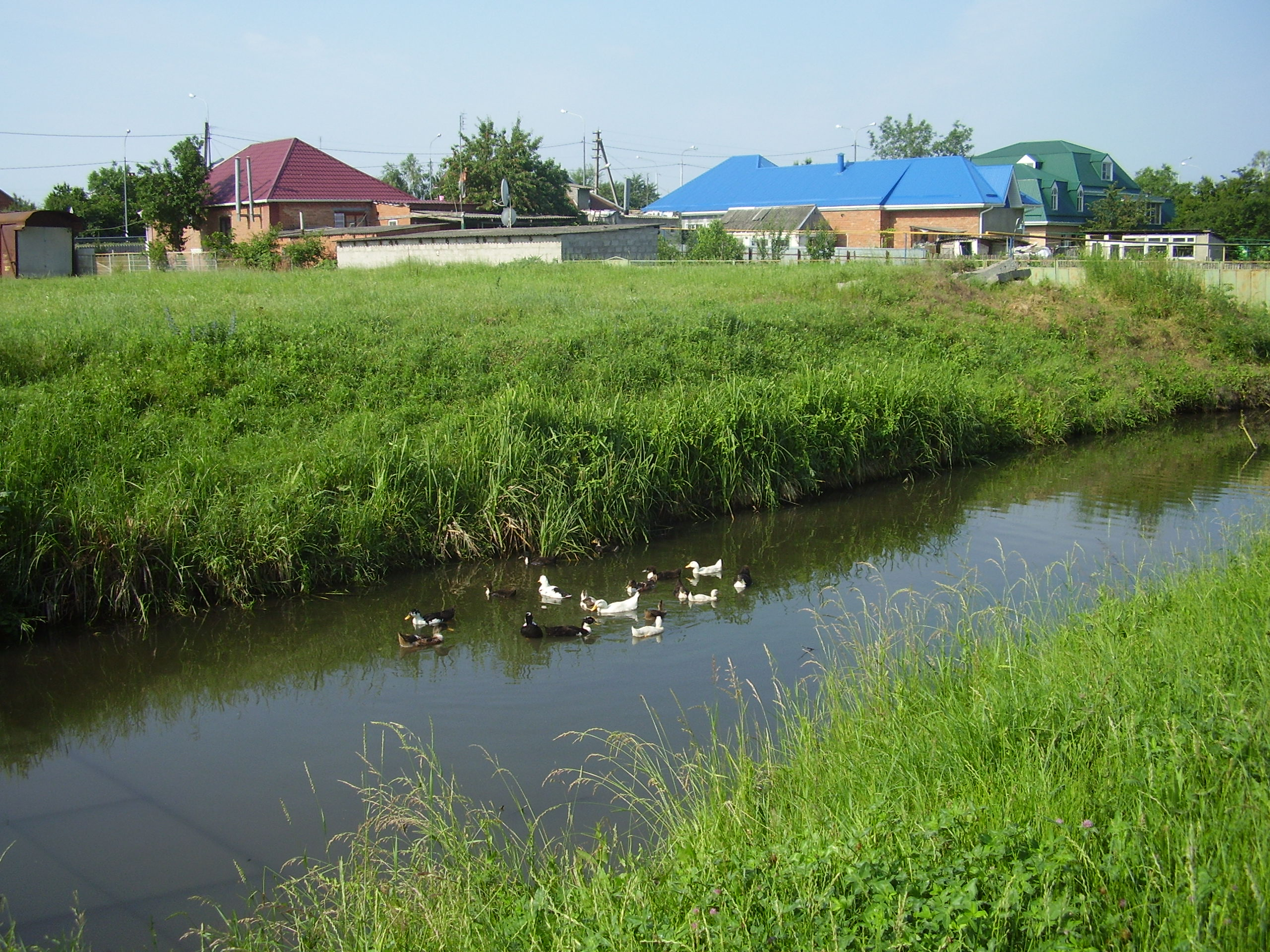
Arroyo cerca del monasterio.